# Sweltsa yurok
Sweltsa yurok is een steenvlieg uit de familie groene steenvliegen (Chloroperlidae). De wetenschappelijke naam van de soort is voor het eerst geldig gepubliceerd in 2007 door Stark & Baumann.